# Risa Wataya
Risa Wataya (japonès: 綿矢 りさ, Wataya Risa; Kyoto, 1 de febrer del 1984) és una escriptora japonesa. Va publicar la seva primera novel·la als 17 anys i va guanyar el premi Bungei 2001, i el 2003 el premi Akutagawa. Va estudiar a la Universitat de Waseda.

## Obres
- インストール (Install). Kawade Shobo Shinsha Publishing Co., 2001. ISBN 4-309-01437-2
- 蹴りたい背中 (Keritai senaka). Kawade Shobo Shinsha Publishing Co., 2003. ISBN 4-309-01570-0
- 夢を与える (Yume wo ataeru). Kawade Shobo Shinsha Publishing Co., 2007.ISBN 978-4309018041
- 勝手にふるえてろ (Katte ni furuetero). Bungeishunju Ltd.,2010. ISBN 978-4-16-329640-1
- かわいそうだね？ (Kawaisou da ne? Bungeishunju Ltd.,2010. ISBN 978-4-16-380950-2